# Автомобиль на воде
Автомобиль на воде — гипотетический автомобиль, получающий энергию для движения из одной только воды. Водяные автомобили стали предметом множества международных патентов, статей в газетах и научно-популярных журналах, местных теленовостей и интернет-публикаций. Заявления о подобных устройствах признаны некорректными, а некоторые оказались попытками мошенничества. Утверждается, что эти машины могут вырабатывать топливо из возимого запаса воды без всяких других источников энергии или являются гибридами, способными использовать энергию как воды, так и обычного топлива.
Теоретически, энергия из воды действительно может быть получена за счет протон-протонной термоядерной реакции, но в этой статье внимание уделяется машинам, относительно которых утверждается, что они могут извлекать потенциальную химическую энергию непосредственно из воды. Вода является полностью окисленным водородом. Водород — высокоэнергетическое горючее, однако эта энергия выделяется в процессе образования воды, и сама по себе вода топливом быть не может. Вода может быть разделена на водород и кислород, например, в процессе электролиза, но на разрыв межатомных связей нужно затратить столько же энергии, сколько высвободилось при их образовании. В реальности же в процессе электролиза, а затем сжигания водорода невозможно избежать тепловых потерь, сопровождающих любые преобразования энергии. Таким образом, получение из воды химической энергии в избытке или хотя бы в количестве, достаточном для автономного поддержания процесса, противоречит первому и (или) второму началам термодинамики.

## Какие автомобили не являются «водяными»
К «водяным автомобилям» не относятся следующие технические решения:
- Паровой автомобиль.
- Впрыск воды как метод охлаждения цилиндров двигателей путём добавления воды в топливно-воздушную смесь, служащий для увеличения степени сжатия и предотвращения детонации.
- Водородный автомобиль, хотя он часто содержит некоторые сходные элементы. Чтобы заправить водородный автомобиль, воду подвергают электролизу. Получившийся водород затем сгорает в двигателе или окисляется до воды в топливном элементе. В итоге машина получает энергию от сгорания водорода, который получают за счет энергии из электросети. Водород служит энергоносителем.
- Добавление воды к традиционному углеводородному топливу с целью его экономии и (или) уменьшения выбросов. Хотя это и является самым распространенным способом использования воды в автомобилях.

## Получение энергии из воды
В соответствии с фундаментальными физическими законами, нет способа извлекать химическую энергию из воды. У воды отрицательная энтальпия образования, следовательно, для разделения её на элементы требуется затратить энергию. Не существует соединений кислорода и водорода с большей негативной энтальпией образования, за счёт которой мог бы быть получен избыток энергии.
Большинство из предлагаемых конструкций «водяных автомобилей» основаны на той или иной форме электролитического разделения воды на водород и кислород и последующей их рекомбинации с выделением энергии. Однако, поскольку необходимая для электролиза энергия, в конечном счёте, всегда оказывается большей, чем может дать образовавшийся водород, такая схема не может быть использована для получения избыточной энергии. Подобное устройство противоречит первому началу термодинамики, следовательно, относится к вечным двигателям первого рода.

## Заявления о действующих «водяных автомобилях»

### Электролитический карбюратор Гаррета (1935)
В сентябре 1935 г. Чарльз Гаррет (Charles H. Garrett), как сообщала Dallas Morning News, будто бы продемонстрировал «в течение нескольких минут» работу «водяного автомобиля». Как можно увидеть из патента Гаррета, оформленного в том же году, для генерации водорода применялся электролиз. Патент включает чертёж, изображающий карбюратор, похожий на обычный поплавковый, но на нижней части размещались электроды, а поплавок служил для поддержания уровня воды. В патенте Гаррета отсутствует определение нового источника энергии.

### Водная ячейкаСтэнли Мейера(1980)
Уже по крайней мере с 1980 г. Стэнли Мейер заявлял, что построил багги, который ездит на воде вместо бензина, хотя давал противоречивые объяснения относительно режима его работы. В некоторых случаях он утверждал, что заменил свечи зажигания «водными сплиттерами», в других — что использует «топливную ячейку», разделяющую воду на водород и кислород. В этой «топливной ячейке», по утверждению автора, за счёт электрического резонанса (англ.) из воды получался гремучий газ, который сгорал в обычном двигателе внутреннего сгорания для получения чистой энергии. Заявления Мейера не получили независимого подтверждения, и суд штата Огайо признал его виновным в «наглом мошенничестве».
Мейер умер от аневризмы в 1998 г., однако сторонники теории заговора продолжают утверждать, что он был отравлен.

### Дэниэл Дингел (2000)
Дэниэл Дингел, филиппинский изобретатель, с 1969 г. заявлял, что разработал технологию, позволяющую использовать воду в качестве топлива. В 2000 г. Дингел стал бизнес-партнёром компании Formosa Plastics Group с целью дальнейшего развития технологии. В 2008 компания подала на изобретателя иск за мошенничество, и 80-летний Дингел был приговорён к 20 годам тюрьмы.

### Дэннис Клейн (2002)
В 2002 году фирма Hydrogen Technology Applications запатентовала конструкцию электролизёра и сделала своей торговой маркой термин «Аквиген» («Aquygen»), обозначающий газовую смесь водорода и кислорода, производимую этим устройством. Изначально разработанный как альтернатива ацетиленовой сварке, по заявлениям компании аппарат способен обеспечивать автомобиль топливом исключительно за счёт воды, производя «Аквиген». Для объяснения своих результатов они привлекали понятие «магнегаза» — неизвестного науке состояния материи, основываясь на маргинальной теории магнекул Ругеро Сантили. Основатель компании Дэннис Клейн утверждал, что ведёт переговоры с крупнейшими американскими производителями автомобилей и что правительство США хочет выпускать «Хаммеры» с использованием его технологии.
В настоящее время компания больше не утверждает, что может обеспечить работу автомобиля только за счёт воды. Вместо этого она продаёт установки по производству «Аквигена» как устройства для увеличения топливной эффективности.

### Genesis World Energy (2002)
В 2002 г. Genesis World Energy анонсировала готовое к продвижению на рынок устройство, которое извлекало бы энергию из воды путём её разложения на водород и кислород. В 2003 г. компания объявила, что технология адаптирована для применения в автомобилях. Компания собрала более 2,5 млн долларов инвестиций, но ни одно устройство на рынок так и не поступило. В 2006 г. Патрик Келли, собственник GWE, был приговорён в Нью-Джерси к пяти годам тюрьмы за кражу и выплате возмещений в размере 400 тыс. долларов.

### Genepax Water Energy System (2008)
В июне 2008 г. японская компания Genepax представила автомобиль, который, по их заявлениям, ездит только на воде и воздухе, и во многих выпусках новостей машину окрестили «водяным автомобилем». Компания заявила, что пока «не может разглашать ключевых деталей изобретения», однако раскрыла, что система использует бортовой генератор энергии («сборку мембранных электродов») для получения водорода по «механизму, похожему на метод, при котором водород образуется в реакции гидрида металла с водой». Водород затем используется как источник энергии для автомобиля. Это привело к предположению, что в процессе потребляется гидрид металла, который и является изначальным источником энергии, и речь идёт скорее о машине на водородном топливе, чем о «водяном автомобиле». На сайте компании объяснения относительно источника энергии ограничивались словами «химическая реакция». Журнал «Популярная механика» описывает заявления компании Genepax как «вздор». Машина, продемонстрированная прессе в 2008 г., оказалась электромобилем REVA, производимым в Индии и продаваемым в Великобритании под названием G-Wiz. В начале 2009 г. компания Genepax объявила о закрытии сайта, ссылаясь на большие затраты на разработку.

### Тушара Приямал Эдиризинге (2008)
Также в 2008 г. новостные источники Шри-Ланки сообщили о некоем Тушара Приямал Эдиризинге (Thushara Priyamal Edirisinghe), заявлявшем, что проехал около 300 км на «водяном автомобиле», потратив 3 литра воды. Как и в других существующих «водяных автомобилях», вода должна была разлагаться на водород и кислород путём электролиза, а полученные газы сжигаться в двигателе. Тушара продемонстрировал свою технологию премьер-министру Ратнасири Викреманаяке, который «пообещал всемерную правительственную поддержку его усилий по продвижению водяного автомобиля на рынок Шри-Ланки». Несколько месяцев спустя Тушара был арестован по обвинению в мошенничестве.

### Др. Гулам Сарвар (2011)
В декабре 2011 пакистанский доктор Гулам Сарвар (Ghulam Sarwar) заявил, что создаёт автомобиль, работающий на воде. По утверждению изобретателя, машина потребляет 60 % воды и 40 % дизельного топлива, но он упорно работает над тем, чтобы перейти на одну только воду, предполагая закончить работу к концу июня 2012 г. В дальнейшем он заявил, что автомобиль «выделяет кислород, а не углерод, как обычные машины».

### Ага Вакар Ахмад (2012)
Гражданин Пакистана Ага Вакар Ахмад (Agha Waqar Ahmad) заявил в 2012 году об изобретении «водяного устройства», пригодного для установки на все типы автомобилей. Устройство состоит из цилиндрического сосуда, содержащего воду, барботеров и трубки, ведущей к двигателю. Ахмад утверждал, что устройство использует электролиз для превращения воды в «HHO», который и используется как топливо. Для работы устройства необходима дистиллированная вода. По утверждению изобретателя, он добился гораздо большего выхода газа по сравнению с другими, ссылаясь на «скрытые вычисления». Ахмад запатентовал свою конструкцию в Пакистане. Некоторые пакистанские учёные заявили, что его «изобретение» — не что иное, как мошенничество, поскольку противоречит второму началу термодинамики.

## Водород как добавка
Вдобавок к заявлениям об автомобилях, которые ездят на одной только воде, также существуют утверждения, что сжигание водорода или гремучего газа вместе с бензином или дизельным топливом повышает топливную эффективность. Действительно ли подобные системы позволяют уменьшить выбросы и (или) обеспечить экономию топлива, является в настоящее время предметом споров. Получение водорода на борту требует большого расхода электроэнергии, которая, в конечном итоге, получается за счёт сжигания топлива в двигателе. Электролиз воды в данном случае — дополнительное преобразование энергии, то есть, источник дополнительных тепловых потерь, снижающих общий КПД.
На многих отечественных и зарубежных сайтах предлагают устройства для получения кислородно-водородной смеси (часто называемый «HHO», «газ Брауна») на борту автомобиля, обещая при этом значительное увеличение топливной эффективности. По словам представителя Американской Автомобильной Ассоциации (англ.), «Все эти устройства, вероятно, выглядят работающими, но поверьте мне, это не так».
Утверждается, что технология GEET Paul Pantone может позволить создание двигателя на воде благодаря высокотемпературному разложению воды за счёт тепла выхлопных газов; технология не прошла никаких независимых тестов, а её создатель решением суда был отправлен в психиатрическую лечебницу.

## «Бензиновые таблетки» и подобные им добавки
К мистификациям относительно «водяных автомобилей» близки заявления о добавках, часто в виде таблеток, превращающих воду в топливо, подобно тому, как в карбидной лампе высокоэнергетическая добавка (карбид кальция) в реакции с водой даёт горючий газ. По сообщению Mother Earth News (англ.), эти «бензиновые таблетки» будто бы были продемонстрированы в 1980 г. Но опять-таки вода сама по себе неспособна дать выход энергии, и топливом должны быть сами эти таблетки.